# All-4-One
All-4-One är amerikanskt pojkband som var aktuella mest under mitten av 1990-talet. Bandet sjöng mest R'n'B-låtar men deras största hit var en ballad: I Swear blev en av 1994 års största hitlåtar. Singeln toppade listorna i flera länder, och låten producerades av David Foster.

## Diskografi
Studioalbum
- 1994 - All-4-One
- 1995 - And the Music Speaks
- 1999 - On and On
- 2002 - A41
- 2004 - Split Personality
- 2009 - No Regrets

Livealbum
- 2003 - Live at the Hard Rock
- 2013 - S.O.U.L.

Samlingsalbum
- 2004 - Greatest Hits

Singlar (på Billboard Hot 100)
- 1994 - So Much in Love (#5)
- 1994 - I Swear (#1)
- 1995 - (She's Got) Skillz (#57)
- 1995 - I Can Love You Like That (#5)
- 1996 - Someday (#30)